# Buenya
Buenya (aragonès) o Bueña (castellà) és una localitat de l'Aragó que es troba a la comarca del Jiloca, Terol. L'any 2011 tenia 65 habitants.
Un dels majors atractius turístics del poble és el jaciment de Megaplanolites Ibericus, considerat com a Punt d'Interès Geològic Internacional (PIG). Es tracta d'empremtes produïdes per cucs gegants als sediments dipositats al fons de la mar amb datació del període juràssic.
També destacables són els despoblats ibèrics de la Fuente del Cantador i de San Cristóbal, dins del seu terme municipal.
Des del 10 de febrer de 1998, Bueña té escut i bandera oficials.

## Clima
El clima és continental amb fortes diferències de temperatura entre l'hivern i l'estiu (mínimes de -10 °C a l'hivern, i màximes de 35 °C a l'estiu són relativament habituals). Es troba a una altitud de 1213 m, la qual cosa marca substancialment el seu oratge.
Les precipitacions són molt escasses i irregulars.

## Demografia
| 1900 | 1910 | 1920 | 1930 | 1940 | 1950 | 1960 | 1970 | 1981 | 1991 | 1996 | 2001 | 2004 | 2005 | 2006 | 2007 | 2008 | 2009 | 2010 | 2011 |
| 354  | 360  | 412  | 434  | 400  | 368  | 322  | 240  | 157  | 123  | 110  | 90   | 79   | 77   | 74   | 71   | 71   | 71   | 67   | 65   |

## Activitats Econòmiques
Buenya és, fonamentalment, un poble ramader i agrari. L'agricultura es basa en el conreu de secà, bàsicament cereals. Quant a la ramaderia, pràcticament la totalitat dels ramats són d'ovelles.